# Proceratosaurus
A Proceratosaurus a húsevő theropoda dinoszauruszok egyik kisméretű (körülbelül 3 méter hosszú) neme, amely a középső jura korban (a bathi korszakban) élt Anglia területén. Az orrán levő hasonló kis taraj miatt eredetileg úgy vélték, hogy a Ceratosaurus őse lehet. Jelenleg azonban coelurosaurusnak, pontosabban a tyrannosauridák bazális rokonait tartalmazó Tyrannosauroidea klád egyik legkorábbi ismert tagjának tartják.
A típuspéldány, melyet 1910-ben, Minchinhamptonban, egy tározó építése során fedeztek fel, a londoni Természetrajzi Múzeum (Natural History Museum) gyűjteményébe került.

## Osztályozás

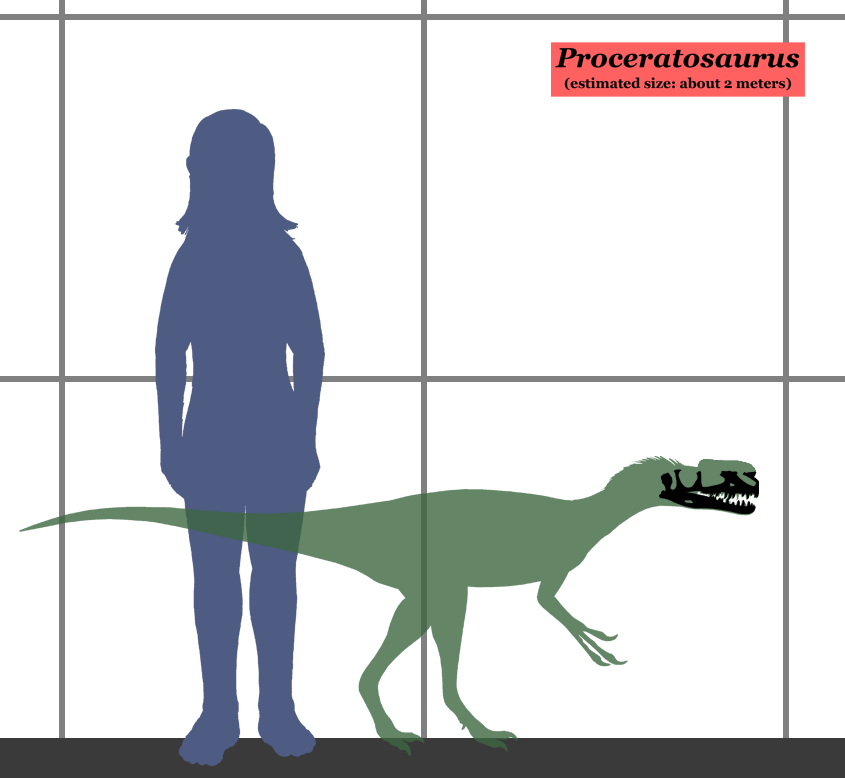
A Proceratosaurus és az ember méretének összehasonlítása

Arthur Smith Woodward, aki kezdetben tanulmányozta a Proceratosaurust, az orron levő hasonló taraj alapján eredetileg úgy gondolta, hogy a késő jura kori Ceratosaurus őse. Az 1930-as években végzett újabb vizsgálatok során Friedrich von Huene támogatta ezt az értelmezést, és úgy gondolta, hogy mindkét dinoszaurusz a Coelurosauria csoport képviselője.
1980-as évek végén, miután a Ceratosaurus jóval kezdetlegesebb theropodának, és nem coelurosaurusnak bizonyult, a Proceratosaurus besorolását újra megvizsgálták. Gregory S. Paul szintén elsősorban az orron levő taraj alapján kijelentette, hogy az Ornitholestes közeli rokona volt (bár később kiderült, hogy az Ornitholestes nem viselt orrtarajt). Paul a Proceratosaurust és az Ornitholestest kezdetleges allosauroideának tartotta, és nem ceratosaurusnak vagy coelurosaurusnak. Emellett Paul a jóval nagyobb Piveteausaurust a Proceratosaurusszal azonos nemnek tekintette, miáltal a Piveteausaurus fiatalabb szinonimává vált. Azonban nincs átfedés a fosszíliáikat körülvevő kőzetből kiemelt, kettejüktől származó csontok között, és a későbbi vizsgálat megmutatta, hogy valóban különböznek egymástól.
A Proceratosaurust (és az Ornitholestest) a 21. század elején több filogenetikus tanulmány is coelurosaurusnak találta, a ceratosauridákkal és az allosauroideákkal csak távoli rokonságot állapított meg, noha egy 2000-es publikáció a Proceratosaurust ceratosauridaként sorolta be, anélkül, hogy ezt bizonyítékkal támasztotta volna alá. A Proceratosaurust a 2004-ben Thomas R. Holtz, Jr. által elvégzett filogenetikus elemzés is coelurosaurusként helyezte el, de csak gyenge bizonyítékkal szolgált, és az Ornitholestesszel ismét közeli (bár szintén gyengén támogatott) rokonságot állapított meg.
A Proceratosaurus és rokoni kapcsolatainak első nagyobb újraértékelését Oliver Rauhut és kollégái jelentették meg 2010-ben. A tanulmány arra következetett, hogy a Proceratosaurus valójában coelurosaurus, továbbá tyrannosauroidea is, azon fejlődési vonal tagja, amely a késő kréta kor óriás tyrannosauridáihoz vezetett. Emellett a szerzők úgy találták, hogy a Proceratosaurus jóval közelebbi rokonságban állt a kínai tyrannosauroideával, a Guanlonggal. E két dinoszaurusz számára Proceratosauridae néven egy kládot hoztak létre azon coelurosaurusok számára, amelyek közelebb állnak a Proceratosaurushoz, mint a Tyrannosaurushoz, az Allosaurushoz, a Compsognathushoz, a Coelurushoz, az Ornithomimushoz vagy a Deinonychushoz.

## Fordítás
- Ez a szócikk részben vagy egészben a Proceratosaurus című angol Wikipédia-szócikk ezen változatának fordításán alapul.  Az eredeti cikk szerkesztőit annak laptörténete sorolja fel. Ez a jelzés csupán a megfogalmazás eredetét és a szerzői jogokat jelzi, nem szolgál a cikkben szereplő információk forrásmegjelöléseként.